# Esme longistyla
Esme longistyla är en trollsländeart som beskrevs av Fraser 1931. Esme longistyla ingår i släktet Esme och familjen Protoneuridae. IUCN kategoriserar arten globalt som livskraftig. Inga underarter finns listade i Catalogue of Life.